# Morbus haemolyticus neonatorum
Der Morbus haemolyticus neonatorum (auch die Fetopathia serologica, fetale Erythroblastose oder Erythroblastosis fetalis) ist eine schwerwiegende und komplexe Gesundheitsstörung des Fetus und des Neugeborenen, die schon vor der Geburt eintritt und zu diesem Zeitpunkt Morbus haemolyticus fetalis genannt wird. Ursache ist meist eine Blutgruppenunverträglichkeit im Rhesus-System. Aber auch andere Zustände, bei denen es zu einer Schädigung und Auflösung der kindlichen Erythrozyten (Hämolyse) kommt, können dafür ursächlich sein. Das ungeborene Kind entwickelt schon im Mutterleib eine erhebliche Blutarmut (Anämie) und in deren Folge eine Sauerstoff-Unterversorgung des gesamten Organismus mit Pumpschwäche des Herzens (Herzinsuffizienz), Ergüssen in Brust- und Bauchhöhle (Pleuraerguss und Aszites) sowie Wassereinlagerung im gesamten Körper (generalisierte Ödeme). Das Vollbild dieses Zustandes nennt der Mediziner Hydrops fetalis. Bei frühzeitiger Erkennung kann versucht werden, die Erkrankung schon durch eine Blutübertragung (Transfusion) im Mutterleib zu behandeln. Nach der Geburt benötigen die Neugeborenen zumindest eine Phototherapie, wenn nicht gar eine Austauschtransfusion. Für die häufigste Ursache, die Rhesus-Inkompatibilität, gibt es in Deutschland und Österreich eine systematische Vorbeugung durch Verabreichung von Antikörpern gegen das Rhesus-Blutgruppenmerkmal an alle Rhesus-negativen Mütter direkt nach der Entbindung.

## Ursache (Pathogenese)
Voraussetzung ist, dass die Mutter schon einmal Kontakt mit einem für sie fremden Blutgruppenmerkmal – meist handelt es sich um das Rhesus-Merkmal (Rhesus-Inkompatibilität) – hatte. Dies kann beispielsweise bei einer vorausgegangenen Schwangerschaft (auch mit Fehlgeburt) oder einer früher durchgeführten Bluttransfusion geschehen sein. Diese Sensibilisierung führt zur Produktion von Antikörpern der IgG-Klasse gegen diese Blutgruppenmerkmale des Kindes, welche nach Übertritt über den Mutterkuchen (Plazenta) einen verstärkten Abbau der mit Antikörpern beladenen Erythrozyten in der Milz des Kindes nach sich ziehen. Der Fetus versucht den Verlust durch vermehrte Blutproduktion zu kompensieren. Ist der Abbau schneller als die Neubildung, bekommt das Kind eine Anämie, die zu einer Unterversorgung mit Sauerstoff (Hypoxie) und damit zur allgemeinen Gewebsschädigung führt.

## Häufigkeit
Die Blutgruppenunverträglichkeit kommt – neben Rhesusunverträglichkeit – mit deutlich geringerer Frequenz auch bei anderen Blutgruppenmerkmalen vor, daher wird mit dem Antikörpersuchtest bei Schwangerschaften nach einer Vielzahl von Sensibilisierungen gesucht. Die Reihenfolge der MHN-verursachenden Blutgruppen-Antikörper richtet sich nach verschiedenen Faktoren, da (mit Ausnahme von AB0) erst eine Sensibilisierung zu Antikörpern führt und entsprechend der Genotypfrequenz der Bevölkerung es zu einer unverträglichen Blutgruppe beim Kind kommt. Hinzu kommt, dass eine Unverträglichkeit etwa bei AB-Antikörpern zu einem milden Verlauf führt, der fast nie eine Behandlung erfordert. Bei 98 % der MHN-erkrankten Neugeboren waren Anti-D Antikörper ursächlich. In der Restgruppe folgen zuerst zwei andere Rhesus-Unverträglichkeiten – Anti-c mit 66 %, Anti-E mit 14,6 % – gefolgt von Kell-Unverträglichkeit mit 9,8 %, sowie Anti-C, Anti-Duffy and Anti-Kidd mit je 2,7 % (jeweils in der Restgruppe von 2 % aller Fälle). Es ist zu beachten, dass die meisten Antikörpersuchtests negativ sind – klinisch signifikante Antikörper werden nur bei 0,24 % der Schwangeren entdeckt.

## Symptome
Im Mutterleib fallen zunächst eine vermehrte Wassereinlagerung in die Gewebe und schließlich auch Ergüsse in der Bauchhöhle (Aszites) und der Pleurahöhle (Pleuraerguss) auf. Das Fruchtwasser ist ebenfalls deutlich vermehrt (Polyhydramnion). Auch die Pumpschwäche des Herzens – ursächlich verantwortlich für die meisten Symptome – lässt sich im Ultraschall schon im Mutterleib nachweisen. Das Vollbild dieser Symptomatik heißt auch Hydrops fetalis. Nach der Entbindung fällt neben der Anämie und den Ödemen vor allem eine vorzeitige und besonders starke Neugeborenengelbsucht (Icterus praecox) auf.

## Diagnostik
Im Rahmen der Schwangerschaftsvorsorge wird in der Frühschwangerschaft eine Blutgruppenbestimmung und ein Antikörpersuchtest nach irregulären Blutgruppenantikörpern gemacht. Bei negativem Ergebnis wird letzterer in der 24. bis 27. Schwangerschaftswoche wiederholt. Durch regelmäßige Ultraschalluntersuchungen wird die Entwicklung eines Hydrops fetalis überwacht, um gegebenenfalls auch intrauterin schon eine Behandlung einleiten zu können. Über die Nabelschnur kann sowohl Blut abgenommen werden, um die Anämie festzustellen, als auch eine Blutübertragung vorgenommen werden. Nach der Geburt (postpartal) wird neben der Bestimmung des Blutbildes ein sogenannter Coombs-Test durchgeführt, mit dem Antikörper auf den Erythrozyten nachgewiesen werden. Als weitere Blutuntersuchungen sind eine Bestimmung des Bilirubins und verschiedener Hämolyseparameter (LDH, Retikulozyten) sinnvoll.

## Therapie
Fällt ein Morbus haemolyticus fetalis schon während der Schwangerschaft auf, ist es grundsätzlich möglich, schon im Mutterleib (intrauterin) über die Nabelschnur Bluttransfusionen durchzuführen, um die Entwicklung eines Hydrops fetalis, der eine Schnittentbindung zur Folge hätte, zu verhindern. Postnatal ist bei leichtem Ikterus, der bei etwa der Hälfte der Neugeborenen mit einer Rhesus-Inkompatibilität vorliegt, keine Therapie nötig oder es reicht eine Phototherapie. Bei der anderen Hälfte mit schwerem Ikterus ist entsprechend eine Blutaustauschtransfusion nötig. Eine Gabe von Immunglobulinen kann die Hämolyse möglicherweise mildern. Das Vollbild eines Hydrops fetalis ist für den Neonatologen immer ein Notfall, der eine Vielfalt an intensivmedizinischen Maßnahmen schon im Kreißsaal erfordert. In der Regel müssen die Kinder sofort intubiert und künstlich beatmet werden, erhalten sofort Bluttransfusionen und die Ergüsse in Brust- und Bauchhöhle werden zur Entlastung punktiert.

## Prophylaxe
Neben den regelmäßigen Antikörpersuchtests in der Schwangerschaft zur Früherkennung einer Blutgruppen-Inkompatibilität und des Risikos eines Morbus haemolyticus bekommen rh-negative Schwangere in der 28. Schwangerschaftswoche und spätestens 72 Stunden nach der Geburt eines Rh-positiven Kindes Antikörper gegen das Rhesus-Merkmal (Anti-D-Immunglobulin) gespritzt. Dies ist ebenso nach Fehlgeburt (Abort), Fruchtwasserpunktion (Amniozentese), Chorionzottenbiopsie oder Blutungen des Mutterkuchens nötig. Die Antikörper beladen die vom Fetus übertragenen Erythrozyten und führen so zu einem raschen Abbau in der Milz der Mutter, bevor deren Immunsystem das Rhesus-Antigen erkennen und eigene Antikörper bilden kann. So wird eine Sensibilisierung vermieden. 

## Geschichte
Der Morbus haemolyticus neonatorum wurde zuerst 1609 von einer französischen Amme in Zwillingen beschrieben: das eine Neugeborene wurde mit Hydrops fetalis tot geboren und das zweite hatte eine schwere Gelbsucht und starb an dem, was wir heute Kernikterus nennen. Diese zwei Zustände wurden erst 1932 wieder miteinander in Verbindung gebracht, als Diamond et al. zeigten, dass Hämolyse der roten Blutkörperchen im Fetus zu extramedullärer Erythropoese mit nachfolgender Hepatosplenomegalie und eine Überschwemmung der Blutbahn mit Erythroblasten führt, einen Zustand, den sie Erythoblastosis fetalis nannten.
Es wird vermutet, dass diese Art Blutgruppenunverträglichkeit das Verhältnis von Goethe zu Christiane Vulpius betraf: Nur der erste Sohn August überlebte, alle weiteren Kinder starben kurz nach der Geburt.
Philip Levine gelang 1941 die Aufklärung der fetalen Erythroblastose als Inkompatibilität im Rhesus-System. Über eine Therapie, die Austauschbluttransfusion, berichtete Alexander S. Wiener um 1945.